# Musangashi
Musangashi è un ward dello Zambia, parte della Provincia Centrale e del Distretto di Serenje.